# Ocheni
Ocheni – wieś w Rumunii, w okręgu Bacău, w gminie Huruiești. W 2011 roku liczyła 376 mieszkańców.